# جون إس. جليسون جونيور
جون إس. جليسون جونيور (بالإنجليزية: John S. Gleason, Jr.)‏ هو مصرفي أمريكي، ولد في 11 فبراير 1915 في شيكاغو في الولايات المتحدة، وتوفي في 2 مايو 1993 في Hines, Illinois ‏ في الولايات المتحدة.